# 2302 Florya
2302 Florya eller 1972 TL2 är en asteroid i huvudbältet som upptäcktes den 2 oktober 1972 av den rysk-sovjetiska astronomen Nikolaj E. Kurotjkin vid Krims astrofysiska observatorium på Krim. Den har fått sitt namn efter den sovjetiske astronomen Nikolaj Florja (1912-1941).
Asteroiden har en diameter på ungefär tio kilometer och tillhör asteroidgruppen Eunomia.